# Wachendorf (Cadolzburg)
Wachendorf (fränkisch: Wachea-dorf) ist ein Gemeindeteil des Marktes Cadolzburg im Landkreis Fürth (Mittelfranken, Bayern). Wachendorf liegt in der Gemarkung Steinbach.

## Geographie
Das Dorf liegt im Rangau etwa zwei Kilometer östlich von Cadolzburg, vier Kilometer westlich von Fürth und etwa fünf Kilometer nordwestlich von Zirndorf entfernt. Der Ort liegt am Südhang des Klingenbucks (379 m ü. NHN) und Scheltenberges (369 m ü. NHN) westlich des Zirndorfer Forsts. Der Ort liegt fast ganz zwischen den Läufen des Brunnlohbachs und des Gemeindebachs, die sich östlich von ihm zum Banderbach vereinen, einem linken Zufluss der Bibert.

## Geschichte
Im Jahre 1177 wurde der Ort als „Wachendorf“ erstmals urkundlich erwähnt. Das Bestimmungswort des Ortsnamens ist der Personenname Wacho.
Gegen Ende des 18. Jahrhunderts gab es in Wachendorf 14 Anwesen. Das Hochgericht übte das brandenburg-ansbachische Oberamt Cadolzburg aus. Die Dorf- und Gemeindeherrschaft hatte das Kastenamt Cadolzburg. Grundherren waren das Kastenamt Cadolzburg (1 Hof, 3 Halbhöfe, 3 Güter, 1 Haus), die Reichsstadt Nürnberg: Landesalmosenamt (2 Halbhöfe), die Schlüsselfelder-Stiftung (1 Gut) und der Nürnberger Eigenherr von Haller (1 Halbhof, 2 Güter). Im Jahre 1804 gab es im Ort 13 Anwesen, von denen acht Cadolzburg unterstanden, die übrigen nürnbergisch waren.
Von 1797 bis 1808 unterstand der Ort dem Justiz- und Kammeramt Cadolzburg. Im Rahmen des Gemeindeedikts wurde Wachendorf dem 1808 gebildeten Steuerdistrikt Steinbach und der im selben Jahr gegründeten Ruralgemeinde Steinbach zugeordnet. Bis 1812 unterstanden drei Anwesen in der freiwilligen Gerichtsbarkeit dem Patrimonialgericht des Freiherren von Haller.
Im Zuge der Gebietsreform in Bayern wurde Wachendorf am 1. Mai 1978 nach Cadolzburg eingemeindet.

### Ehemaliges Baudenkmal
- Haus Nr. 12: einfaches, erdgeschossiges Wohnstallhaus, erste Hälfte des 18. Jahrhunderts; verputztes Fachwerk; auch am zweigeschossigen, mit Gesimsteilung versehenen Straßengiebel, Stallteil massiv[11]

### Einwohnerentwicklung
| Jahr      | 001818 | 001840 | 001861 | 001871 | 001885 | 001900 | 001925 | 001950 | 001961 | 001970 | 001987 | 002011 | 002020 |
| Einwohner | 112    | 143    | 133    | 153    | 151    | 147    | 155    | *441   | 630    | 954    | 1742   | 2043   | 2169   |
| Häuser    | 19     | 23     |        |        | 27     | 28     | 27     | *68    | 130    |        | 459    |        |        |
| Quelle    | [ 13 ] | [ 14 ] | [ 15 ] | [ 16 ] | [ 17 ] | [ 18 ] | [ 19 ] | [ 20 ] | [ 21 ] | [ 22 ] | [ 23 ] |        | [ 1 ]  |

## Religion
Der Ort ist seit der Reformation evangelisch-lutherisch geprägt und bis heute nach St. Cäcilia (Cadolzburg) gepfarrt. Die Einwohner römisch-katholischer Konfession sind nach St. Otto (Cadolzburg) gepfarrt.

## Verkehr
Die Kreisstraße FÜ 19 führt nach Cadolzburg zur Staatsstraße 2409 (2,3 km westlich) bzw. nach Banderbach (3 km südöstlich). Gemeindeverbindungsstraßen führen nach Egersdorf (1 km nördlich) und nach Bronnamberg (2 km südöstlich).
Etwa 150 Meter nördlich des Ortes befindet sich an der Rangaubahn der Haltepunkt Egersdorf. Die Lokalbahn Aktien-Gesellschaft eröffnete am 14. Oktober 1892 den Streckenabschnitt Zirndorf–Cadolzburg und verbindet den Ort seitdem mit der Stadt Fürth.